# Operation: Vietnam
Operation: Vietnam è un videogioco per Nintendo DS. Esso narra le avventure di Hopper, un esperto di armi pesanti, Doc, un medico, Sergente, un sergente e Scopes, un cecchino. Tutti delle forze armate USA, mentre sorvolano il Vietnam vengono colpiti e precipitano.
Esiste solo la modalità Campagna, dove bisogna affrontare una serie di livelli con obiettivi specifici tipo perlustrare un villaggio Viet-Cong,o salvare i propri compagni di squadra dalle prigioni nella giungla. Il gioco si sviluppa in senso verticale con visuale a volo di uccello,si hanno granate, medikit e segnalatori per bombardamenti al napalm da parte dei caccia che sorvolano i cieli del Vietnam. Alla fine di ogni livello c'è sempre uno scontro con una serie di carri armati, o torrette mitragliatrici o accampamenti fortificati, insomma il classico "Boss" di fine livello.
Il videogioco è completamente in lingua italiana.